# Duit
Duit, lokalna grupa Muisca Indijanaca, porodica Chibchan,  nastanjeno u hispansko doba u području zvanom Duitama(Boyacá), u Kolumbiji. Jezično su bili srodni plemenima Agataes, Tunebo, Sinsigas i Muisca, s kojima se po McQuown/ Greenberg klasifikaciji svrstani u 'subfamily' (potporodica) Cundinamarcan, koja dobiva ime po provinciji Cundinamarca, domovini pravih Chibcha. Jezik Duita je nestao. 

## Vanjske poveznice
- Lengua Duit